# Jõelepa
Jõelepa is een plaats in de Estlandse gemeente Saaremaa, provincie Saaremaa. De plaats heeft de status van dorp (Estisch: küla).
Tot in oktober 2017 behoorde Jõelepa tot de gemeente Valjala. In die maand werd Valjala bij de fusiegemeente Saaremaa gevoegd.

## Bevolking
Het dorp had 39 inwoners op 31 december 2011 en 47 inwoners op 31 december 2021.

## Ligging
De Põhimaantee 10, de hoofdweg van Risti via Virtsu en Muhu naar Kuressaare, en de rivier Lõve komen door Jõelepa.

## Geschiedenis
Jõelepa ontstond pas in de jaren jaren twintig van de 20e eeuw op grond die vroeger had behoord tot het landgoed van Lööne. Op het grondgebied van het dorp ligt het vroegere landgoed Jõgise (Duits: Jöggis), dat in 1444 was gesticht als Beihof, een landgoed dat onderdeel uitmaakt van een ander landgoed, in dit geval Lööne. Tussen 1782 en 1791 was het even zelfstandig, daarna kwam het weer onder Lööne.
Het landhuis van het landgoed Lööne ligt op het grondgebied van Jõelepa. Het dateert van het eind van de 18e eeuw en is in 1864 ingrijpend verbouwd in neogotische stijl. Het is in particuliere handen, nadat het lange tijd als school had gediend.
Tussen 1977 en 1997 maakte het buurdorp Võrsna deel uit van Jõelepa.